# Ventnor
Ventnor is een stad (town) en civil parish in de unitary authority Wight, in het Engelse graafschap Wight. De civil parish telt 5976 inwoners.

## Geboren in Ventnor
- Brian Murphy (1932-2025), acteur

Arreton · Bembridge · Brading · Brighstone · Calbourne · Chale · Cowes · East Cowes · Fishbourne · Freshwater · Gatcombe · Godshill · Gurnard · Havenstreet and Ashey · Lake · Nettlestone and Seaview · Newchurch · Newport · Niton and Whitwell · Northwood · Rookley · Ryde · Sandown · Shalfleet · Shanklin · Shorwell · St Helens · Totland · Ventnor · Whippingham · Wootton Bridge · Wroxall · Yarmouth